# Angistock
Angistock är en bergstopp i Schweiz. Den ligger i kantonen Uri, i den centrala delen av landet, 90 km öster om huvudstaden Bern. Toppen på Angistock är 2 073 meter över havet.